# Barnardillo mucidus
Barnardillo mucidus är en kräftdjursart som först beskrevs av Gustav Budde-Lund 1885.  Barnardillo mucidus ingår i släktet Barnardillo och familjen Armadillidae. Inga underarter finns listade i Catalogue of Life.